# Троицкая церковь в урочище Троица

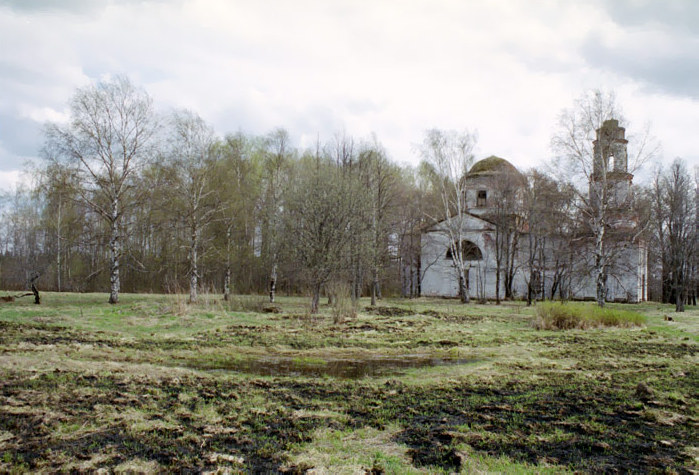
Место, где стояла начальная школа

Троицкая церковь в урочище Троица на берегу р. Лух (Вичугский район Ивановской обл.), рядом с д. Писцово.
Построена в 1833 году попечением Анны Григорьевной Плаутиной (1763—1847), матери генерала Н. Ф. Плаутина (1794—1866).
Существовали престолы во славу Пресвятой Троицы, Рождества Иисуса Христоса, и в честь Святителя Николая.
Заброшена, росписи не сохранилось. Рядом с храмом находилось земское начальное училище, в советское время — начальная школа.
От храма ведёт липовая аллея в сторону р. Лух к месту ранее существовавшего моста.